# Daniel Meserve Durell
Daniel Meserve Durell (* 20. Juli 1769 in Lee, Strafford County, Kolonie New Hampshire; † 29. April 1841 in Dover, New Hampshire) war ein US-amerikanischer Jurist und Politiker. Zwischen 1807 und 1809 vertrat er den Bundesstaat New Hampshire im US-Repräsentantenhaus.

## Werdegang
Daniel Durell studierte nach dem Besuch der Grundschule bis 1794 am Dartmouth College in Hanover. Nach einem anschließenden Jurastudium und seiner 1797 erfolgten Zulassung als Rechtsanwalt begann er in Dover in diesem Beruf zu arbeiten. Politisch wurde er Mitglied der von Thomas Jefferson gegründeten Demokratisch-Republikanischen Partei.
Bei den Kongresswahlen des Jahres 1806, die staatsweit abgehalten wurden, wurde Durell für das zweite Abgeordnetenmandat von New Hampshire in das US-Repräsentantenhaus in Washington gewählt. Dort trat er am 4. März 1807 die Nachfolge von Caleb Ellis von der Föderalistischen Partei an. Bis zum 3. März 1809 absolvierte er jedoch nur eine Legislaturperiode im Kongress.
Im Jahr 1816 war Durell Abgeordneter im Repräsentantenhaus von New Hampshire. Danach amtierte er bis 1821 als Richter an einem Berufungsgericht. Zwischen 1830 und 1834 war er Bundesstaatsanwalt für New Hampshire. Ansonsten arbeitete Durell wieder als Rechtsanwalt. Er starb am 29. April 1841 in Dover.